# Филлип (остров)
Филлип (англ. Phillip Island) — австралийский остров в 125 км к юго-юго-востоку от Мельбурна. Остров назван в честь Артура Филлипа, первого губернатора Нового Южного Уэльса, исследователем и моряком Джорджем Бассом, который отправился в плавание на судне «Норфолк». Его длина составляет 26 км, ширина — 9 км, площадь — 101 км². Береговая линия острова составляет 97 км. Мост длиной 640 м (первоначально деревянный) соединяет материковый город Сан-Ремо с городом Ньюхейвен. По данным переписи 2021 года, постоянное население острова составляло 13 799 человек, по сравнению с 7071 в 2001 году. Летом население увеличивается до 40 000 человек. 60 % территории острова занимают сельскохозяйственные угодья, предназначенные для выпаса овец и крупного рогатого скота.

## История
Самыми первыми жителями острова были австралийские аборигены, которые вступили в контакт с европейскими мореплавателями.
Первое исследование острова произошло в 1798 году Джорджем Бассом и Мэтью Флиндерсом. В 1801 году мореплаватель Джеймс Грант посетил прилегающий остров Черчилль (которому он и присвоил название) и посадил там урожай кукурузы и пшеницы. В 1826 году путешествие Жюля Дюмон-Дюрвиля, командовавшего корветом «Астролябия», вызвало у британцев опасения по поводу попытки французов основать колонию в заливе Уэстерн-Порт. Вслед за этим губернатор Дарлинг отправил из Сиднея HMS Fly под командованием капитана Уэзеролла и бриги Dragon и Amity.

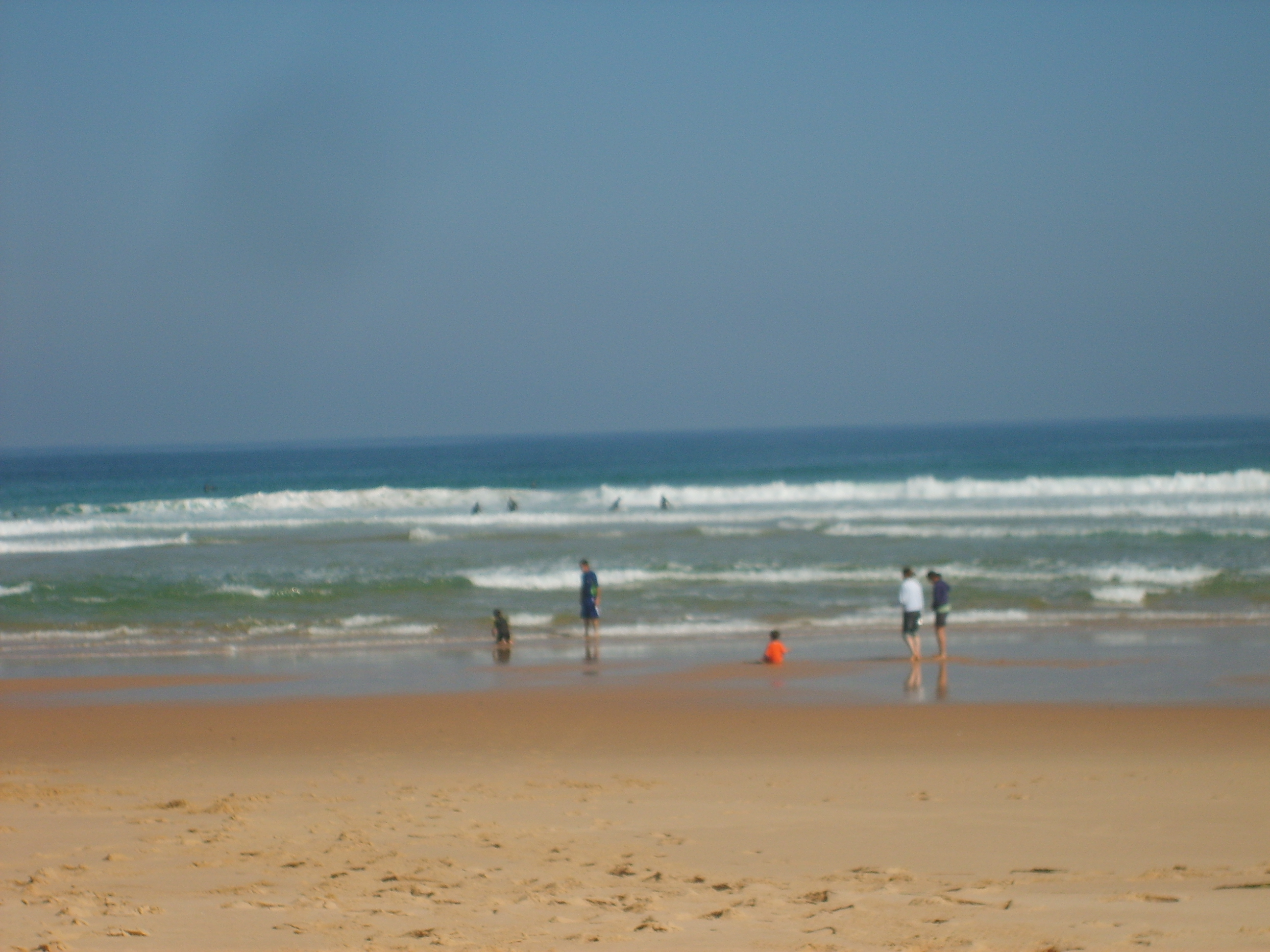
Пляж на мысе Вуламаи

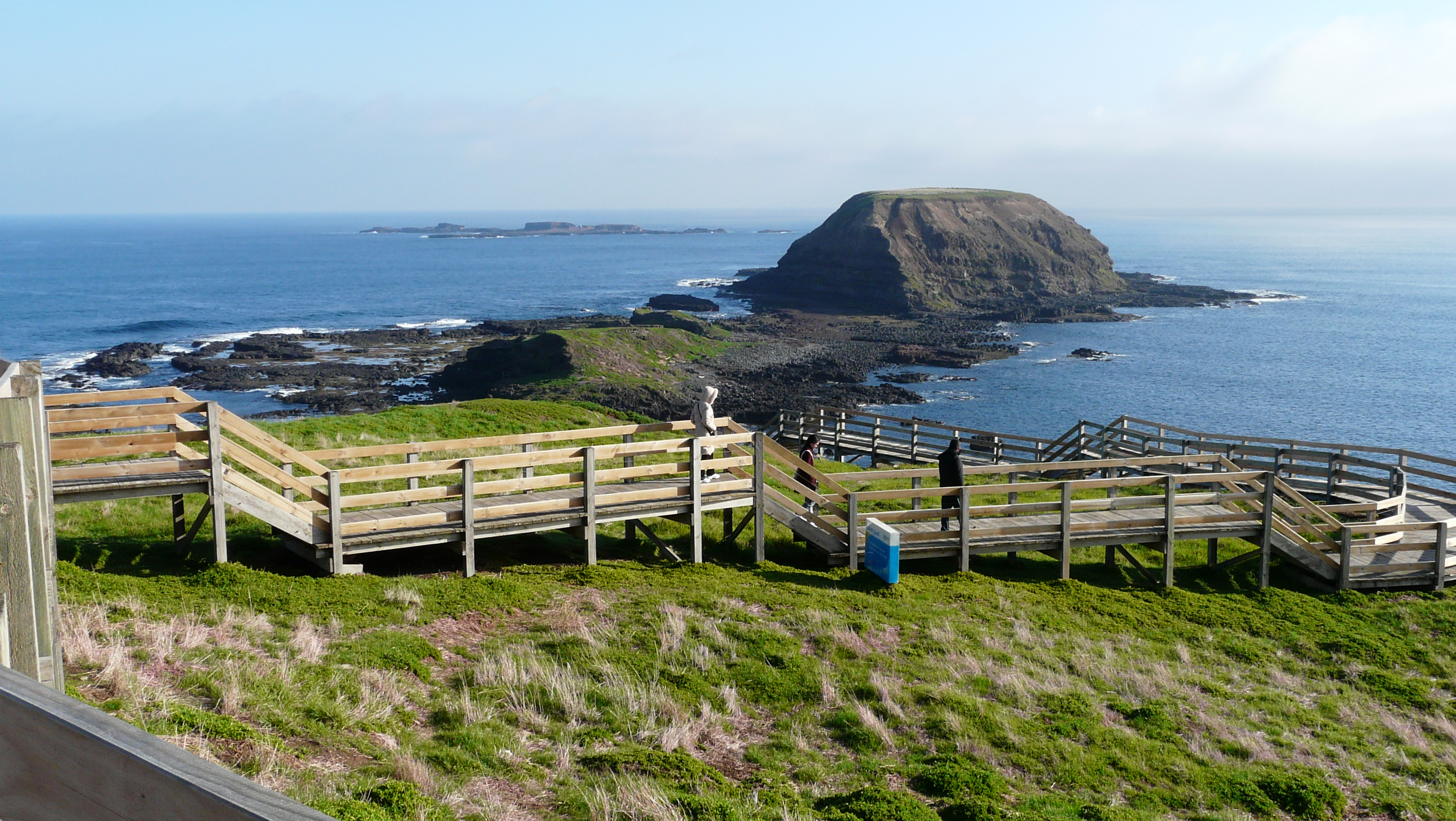
«Нобби»: место, где в 1826 году был установлен флагшток капитана Уэзеролла

Хотя французская колонизация так и не состоялась, Уэзеролл сообщил о нахождении лагеря тюленей, а также двух акров пшеницы и кукурузы. Недалеко от Рилла был построен форт, названный Думареск в честь личного секретаря губернатора. В газетных отчетах упоминалось об «изобилии» древесины, качественной почве и обнаружении угля на мысе Вуламаи. Уэзеролл также установил флаг на «плоской скале у Пойнт Грант» (известной сегодня как «Нобби») на западной оконечности острова в качестве указателя входа в гавань.
О своих встречах с аборигенами Уэзеролл так рассказывал Дарлингу:
Туземцы кажутся многочисленными, но нам не удалось ничего у них узнать, поскольку они покидают свой лагерь и убегают в лес при нашем приближении, наблюдая за нашими передвижениями, пока мы не уйдем. Поскольку я знаю, что ваше превосходительство желает как можно больше примирить их, я не позволил их преследовать или каким-либо образом к ним приставать.
Единственная оговорка, которую сделал Уэзеролл, касалась снабжения острова водой; он вырыл «приливной колодец» рядом с фортом, но оценил источник как «недостаточный для снабжения судоходства», и эта проблема привела к тому, что в конечном итоге он перебрался в Сэттелмент-Пойнт на материке.
Во время третьего плавания HMS Beagle в 1839 году вода была «найдена [ ] на северо-восточной оконечности острова, которая при высокой воде становится островом, [и] иногда делает воду солоноватой», хотя было отмечено, что «лучше было бы найти на небольшом расстоянии от берега, так как поблизости было много кустарника и других признаков воды». К вопросу о воде вновь обратился капитан Мур, который сопровождал геодезиста Роберта Ходдла в 1840 году, сообщив, что «воду можно получить на острове Филлип, рядом с лучшей якорной стоянкой, у Сэнди-Пойнт».
В 1835 году Сэмюэл Андерсон основал третье постоянное поселение на территории, которая впоследствии станет штатом Виктория, через залив от острова Филлип.
В 1841 году братья Джон Дэвид и Уильям Макхаффи получили остров Филлип в качестве самовольной аренды и вступили во владение им в 1842 году. Макхаффи и более поздние поселенцы помогали Викторианскому акклиматизационному обществу (предшественнику комитета, создавшего Мельбурнский зоопарк), разводя на острове Филлип таких животных, как фазаны, олени и валлаби.
Строительство первого моста на остров из Сан-Ремо в Ньюхейвен началось в 1938 году. Его стоимость составила 50 000 фунтов стерлингов, а официальное открытие премьером штата Виктория Альбертом Данстаном состоялось в ноябре 1940 года. В честь этого события на острове был объявлен государственный праздник.

## Флора и фауна

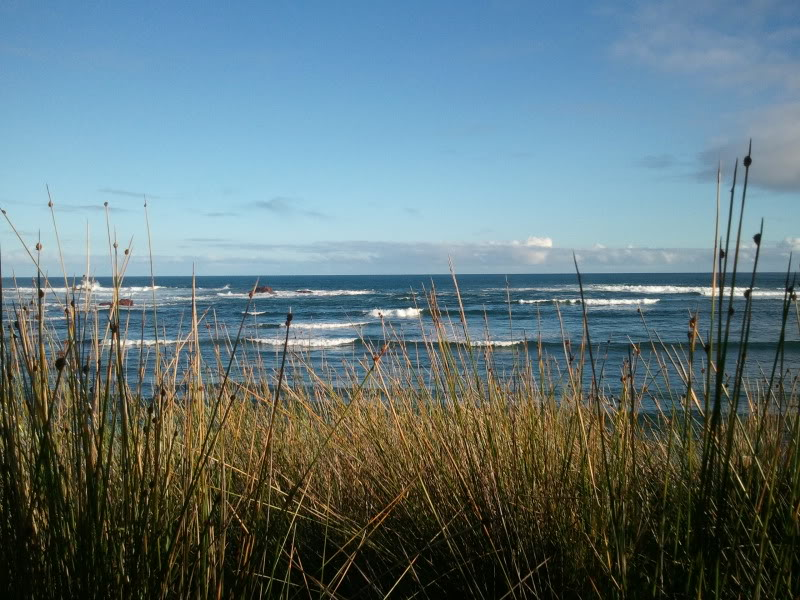
Побережье острова Филлип

Природные парки острова занимаются охраной природы и экотуризмом на острове.
На южном и западном побережье острова находятся охраняемые районы обитания птиц, выделенные BirdLife International из-за их важности для поддержания значительных популяций Eudyptula novaehollandiae, тонкоклювых буревестников и большеклювых чаек. По состоянию на 2023 год популяция Eudyptula novaehollandiae на острове оценивается примерно в 40 000 особей, причём птицы живут в Summerland Estate на полуострове Саммерленд (которое было куплено правительством Виктории в 1980-х годах для использования в качестве заповедника). После того как многие пингвины погибли во время аномальной жары 2019 года, вокруг мест пингвиньих гнездований были высажены местные растения, для создания тени. Пингвинам угрожают природные пожары, которые в значительной степени вызваны неправильной практикой с момента заселения и, по прогнозам, будут происходить чаще в результате изменения климата; было замечено, что пингвины не уходят от огня. В настоящее время осуществляется проект по замене более пожароопасных интродуцированных растений менее пожароопасными эндемичными видами, создавая естественные противопожарные разрывы. Пингвинам острова также угрожает инвазивная популяция лис. После того как в 2017 году лисы были в основном истреблены, отсутствие хищников привело к росту популяции инвазивных кроликов, что, в свою очередь, усилило эрозию и поставило под угрозу местные виды орхидей. Специалисты по охране природы используют фосфиновый газ для фумигации кроличьих нор на острове.
Кроме того, на острове есть парк дикой природы, где валлаби и кенгуру свободно разгуливают среди посетителей и их можно покормить с рук. В Сил-Роксе, на западной оконечности острова, обитает крупнейшая в Австралии колония морских котиков (до 16 000 особей в 2008 году).
В последние годы, помимо местной популяции находящихся под угрозой исчезновения эндемичных дельфинов - Tursiops australis и косаток, в этом районе начинают восстанавливаться южные гладкие киты и горбатые киты. К октябрю 2014 года численность их популяции, использующая этот район в качестве питомника, быстро росла, что позволило надеяться на организацию коммерческого наблюдения за китами в окрестностях острова.

## Климат
С точки зрения классификации климата остров Филлип характеризуется средиземноморским климатом. Погода на острове Филлип более мягкая, чем в Мельбурне, и смягчается океанскими бризами. По средним температурным показателям он имеет больше общего с климатом северных районов Новой Зеландии, чем с большей частью Австралии. Среднесуточная максимальная температура в феврале составляет 23,8 °C, а в июле — 13,7 °C. Среднегодовое количество осадков составляет 782,3 миллиметра, при этом самым влажным месяцем является июнь (88,1 мм). Большую часть года преобладает юго-западный ветер, дующий со стороны Бассова пролива.
В октябре на острове Филлип традиционно проводятся гонки Гран-при на мотоциклах, которые часто сопровождаются ненадежными и переменчивыми погодными условиями, такими как очень низкая температура поверхности и сильный ветер.
10 августа 2005 года на острове наблюдался снег, что было необычным явлением.

## Туризм
Остров Филлип — туристический центр, который ежегодно посещают 3,5 миллиона человек. «Парад пингвинов» в природном парке, во время которого маленькие пингвины группами выходят на берег, привлекает посетителей со всего мира. Они приезжают, чтобы увидеть одно из немногих мест, где можно встретить этот вид пингвинов. На острове Филлип обитает около 40 000 пингвинов, которых туристы могут наблюдать на закате каждый день.
Остров признан одним из самых надежных и разнообразных мест для серфинга в стране. В прошлом на острове проводились различные соревнования по серфингу, такие как Rip Curl Pro и женский фестиваль серфинга Roxy Pro.
В сентябре 2023 года власти выпустили напоминание о безопасности после того, как 22-летняя женщина упала с края обрыва со смотровой площадки Пиннаклс на мысе Вуламаи, делая фотографии для социальных сетей.

### Автоспорт

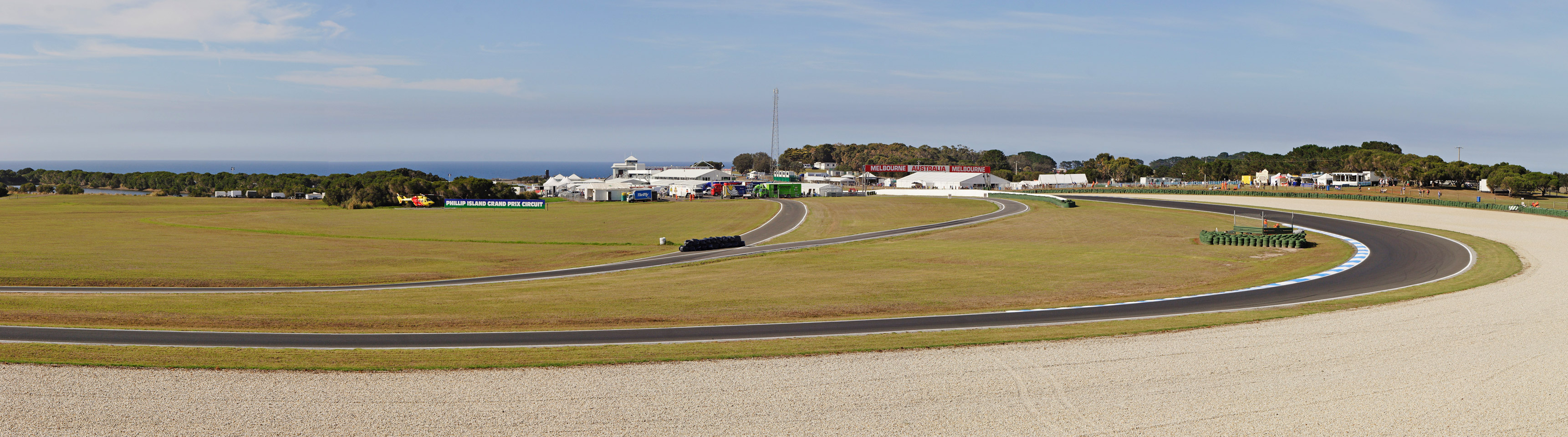
Панорама трассы Гран-при Филлип-Айленда

Остров Филлип вписан в историю австралийских автогонок. В 1928 году для проведения первого Гран-при Австралии была использована временная трасса на внутренних дорогах острова, которая продолжала использоваться для проведения гонок вплоть до 1935 года. Гонки на трассах общего пользования продолжались до 1940 года. В 1952 году был создан автогоночный клуб Филлип-Айленда, который начал строительство постоянной трассы Гран-при Филлип-Айленда, открывшейся в 1956 году. В 1960 году была проведена первая гонка Armstrong 500, но из-за того, что мост на материк не выдержал тяжелого битумного оборудования, трасса разрушилась во время третьего заезда в 1962 году. В результате повреждений трасса стала непригодной для проведения гонок, и в 1963 году Armstrong 500 была перенесена на трассу Mount Panorama Circuit, а со временем превратилась в то, что сегодня известно как Bathurst 1000.
Трасса была отремонтирована и вновь открыта в октябре 1967 года. Она была закрыта в 1978 году, но была перестроена и вновь открыта в 1988 году, а в следующем году на ней впервые прошла международная версия Гран-при Австралии по мотогонкам. Он продолжает принимать гонки и сегодня, а также является местом проведения этапов чемпионата мира по супербайку, чемпионата Moto GP, чемпионата V8 Supercars и чемпионата Австралии среди водителей.